# 尉撥
尉撥（？—470年代），代人，南北朝北魏軍事人物。
尉撥父親尉那官至濮陽太守，尉撥曾入學為太學學生，自己招募為兗州刺史羅忸擊退陳、汝的賊人，因功獲賜爵介休男。之後他跟隨樂平王拓跋丕出征和龍，遷任虎賁帥、轉官千人軍將；又除授涼州軍將，擊敗吐谷渾，獲得部落人一千多人。不久吐谷渾一名小將率領三百多人投降，其後又背叛，於是尉撥率騎兵捕捉他們，以功進爵為介休子。
之後尉撥轉任晉昌鎮將，安抚邊境百姓，憑此獲得政績，入朝擔任知臣監；又出任杏城鎮將，在任九年間盡得人心，一千餘家山民、盧水胡八百多部落都內附北魏。魏文成帝以他治理政治清明，賜他衣服。献文帝繼位，任命他為北征都將，後為都將南攻懸瓠，擊敗宋明帝將領朱湛的水軍三千人，因而拜任懸瓠鎮將，加員外散騎常侍，進爵安城侯；献文帝嘉獎他的功績，再賜衣服。尉撥轉任平南將軍、北豫州刺史；延興初年，洛州人田智度聚眾謀反，朝廷下詔尉撥調配豫州士兵與洛州刺史丘頓攻打，抓捕田智度到平城。尉撥逝世，贈官冠軍將軍，諡敬侯。

## 引用
1. 1 2  《魏書·卷三十·列傳第十八》：尉撥，代人也。父那，濮陽太守。撥為太學生，募從兗州刺史羅忸擊賊於陳汝，有功，賜爵介休男。
2. 1 2  《北史·卷二十五·列傳第十三》：尉撥，代人也。父那，濮陽太守。撥為太學生，募從兗州刺史羅忸擊賊于陳、汝，有功，賜爵介休男。
3. ↑  《魏書·卷三十·列傳第十八》：從討和龍，遷虎賁帥，轉千人軍將。又從樂平王丕討和龍。除涼州軍將，擊吐谷渾，獲其人一千餘落。後吐谷渾小將率三百餘落來降，尋復亡叛，撥率騎追之，盡獲而還。以功進爵為子。
4. ↑  《魏書·卷三十·列傳第十八》：遷晉昌鎮將，綏懷邊民，甚著稱績。入為知臣監。出為杏城鎮將，在任九年，大收民和，山民一千餘家、上郡徒各、盧水胡八百餘落，盡附為民。高宗以撥清平有惠績，賜以衣服。
5. ↑  《北史·卷二十五·列傳第十三》：累遷杏城鎮將，大得人和。文成以撥清平有惠績，賜以衣服。
6. ↑  《魏書·卷三十·列傳第十八》：顯祖即位，為北征都將。復為都將，南攻懸瓠，破劉彧將朱湛之水軍三千人，拜懸瓠鎮將，加員外散騎常侍，進爵安城侯。顯祖嘉其聲效，復賜衣服。
7. ↑  《魏書·卷三十·列傳第十八》：轉平南將軍、北豫州刺史。後洛州民田智度聚黨謀逆。詔撥乘傳發豫州兵與洛州刺史丘頓擊之，獲智度，送京師。撥卒，贈冠軍將軍，諡敬侯。
8. ↑  《魏書·卷五十六·列傳第四十四》：延興初，陽武人田智度，年十五，妖惑動眾，擾亂京索。
9. ↑  《北史·卷二十五·列傳第十三》：進爵安城侯，位北豫州刺史。卒，諡敬侯。

## 延伸阅读
[在维基数据编辑]
 《魏書/卷30》，出自魏收《魏书》
 《北史·卷025》，出自李延壽《北史》